# Stor Megin
Stor Megin er en type jolle, der blev konstrueret af arkitekt Peer Bruun i 1996. Den kaldes også Megin 22, da den er 22 fod lang, til forskel fra Bruuns første båd fra 1988 lille Megin eller Megin 16, der er 16 fod lang.
En stor megin er en smakkejolle konstrueret med forlæg i Skuldelev 1, et havgående handelsskib fra år 1030, som man fandt ved Skuldelev i Roskilde Fjord i 1962.
Et særligt kendetegn ved Stor Megin er de såkaldte "Meginhofer"-kanaler, som på nogle vikingeskibe, var de lodret-stillede bord/planke, 5-6 planker oppe fra kølen. Disse kanaler skaber en luftspiral under sejlads, som får jollen til at glide lettere gennem vandet. Meginjollen er støbt i glasfiber og har træaptering, typisk i lærk. Den er smakkerigget med smakkesejl med sprydsstage, fok og topsejl. Jollen er forsynet med flydetanke med 2 x 300 liter/kg vand som indvendig ballast. Og er dermed en meget stabil jolle, der kan sejles sikkert i relativt hårdt vejr. Stor Megin er forsynet med stiksværd så jollen får en dybgang på 1,20 meter. Den flyder på 40 cm uden sværd.
Den kunne købes som selvbygger jolle og som helt færdig apteret fra Ebbes Bådebyggeri i Marstal.
Der er fra 1997 bygget 40 Stor Megin joller i alt og der bliver ikke bygget flere, da formen de bliver støbt i er slidt op.

## Mål
- Længde: 6,72 m
- Bredde: 2,20 m
- Dybgang: 0,40 m
- M/sværd: 1,20 m
- Vægt: 650 kg
- Vandballast: 600 kg
- Smakke: 15,5 m2
- Fok: 5,5 m2
- Topsejl: 5,5 m2